# Малая Хобда
Ма́лая Хобда́ (каз. Кіші Қобда) — река в России и Казахстане. Устье реки находится в 35 км по правому берегу реки Хобда. Длина реки составляет 116 км, площадь водосборного бассейна — 1240 км².
На реке находятся (находились) населённые пункты: Андреевка, Малая Хобда, Свечковка, Чаган, Шаповалово, Шкуновка.

## Притоки
Основные притоки (расстояние от устья):
- река Каратентек[5]
- 35 км: река Утя
- 74 км: река Иккырашан
- ручей Сазды
- ручей Карамола

## Данные водного реестра
По данным государственного водного реестра России относится к Уральскому бассейновому округу, водохозяйственный участок реки — Илек. Речной бассейн реки — Урал (российская часть бассейна).
Код объекта в государственном водном реестре — 12010000912112200009168.

## Галерея

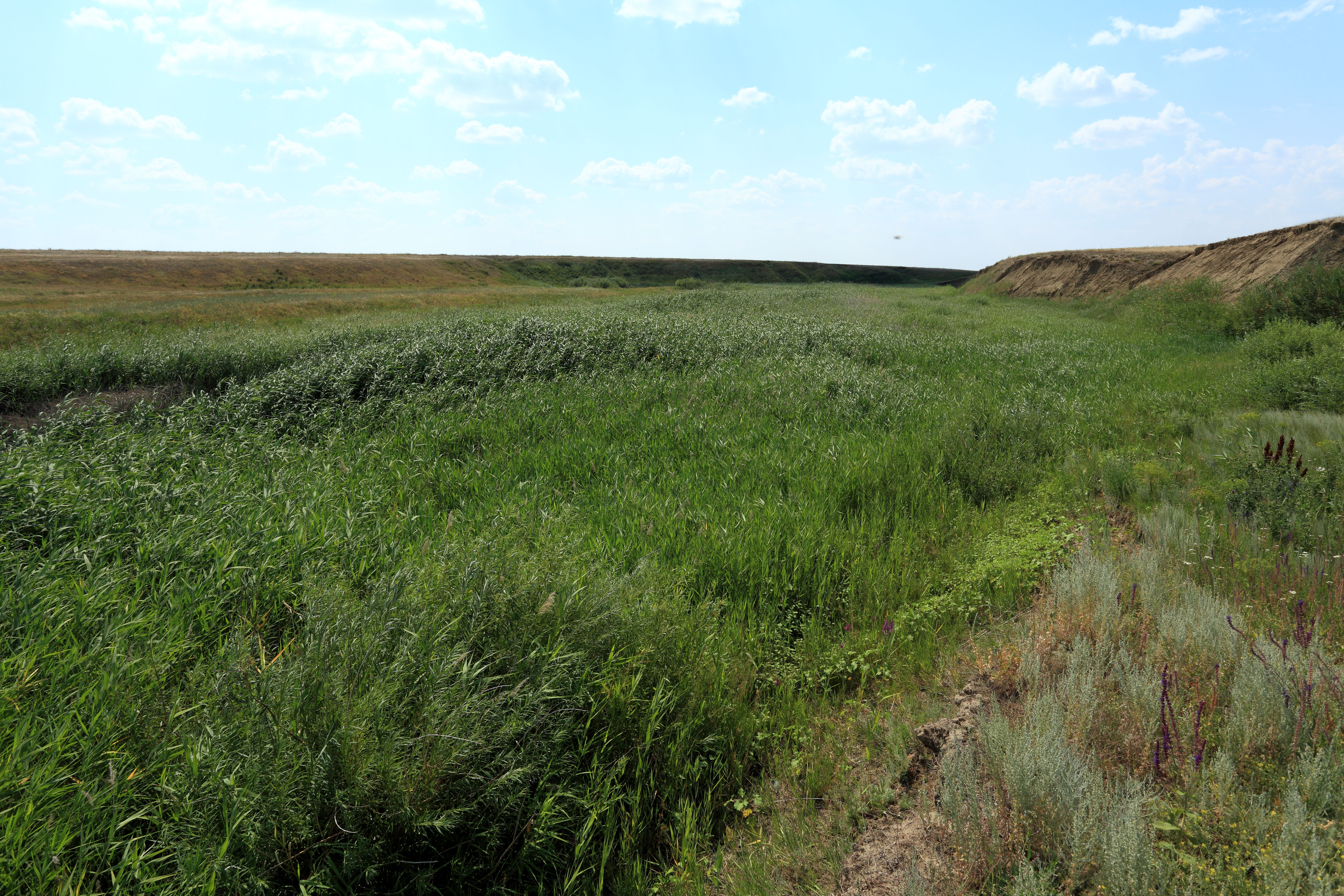
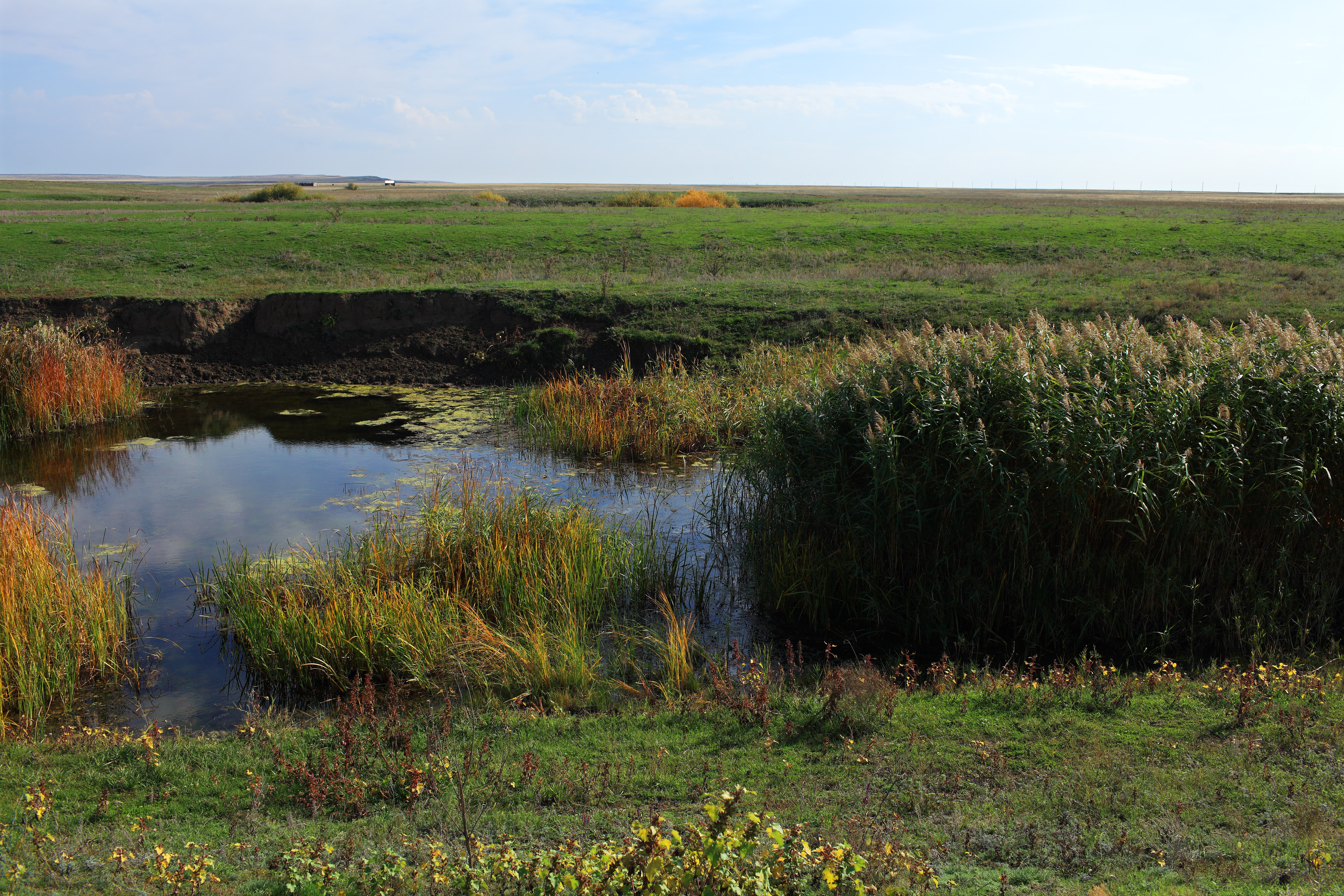
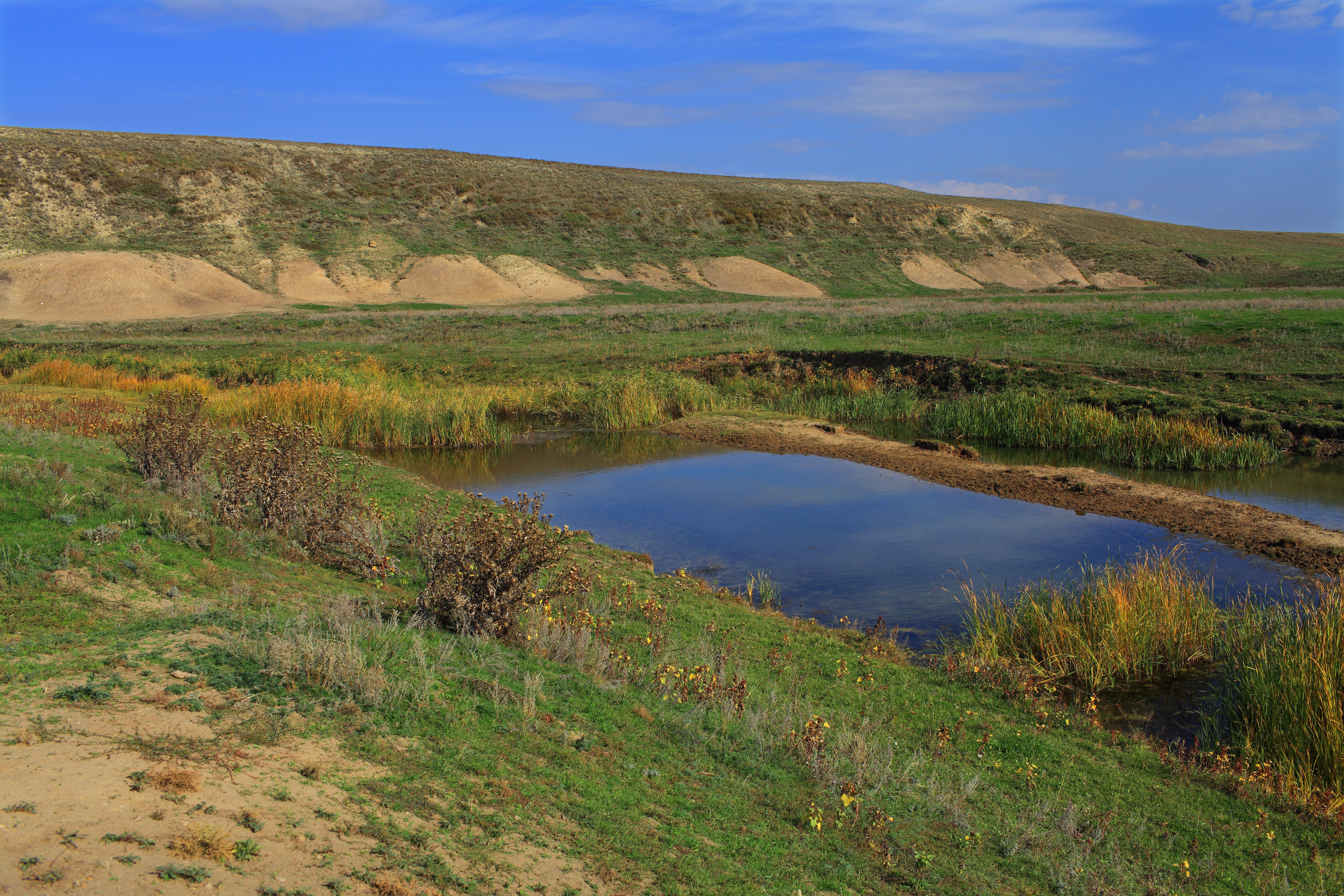